# Limnippa ensicerca
Limnippa ensicerca är en insektsart som beskrevs av Boris Petrovich Uvarov 1941. Limnippa ensicerca ingår i släktet Limnippa och familjen gräshoppor. Inga underarter finns listade i Catalogue of Life.